# Namanereis pontica
Namanereis pontica är en ringmaskart som först beskrevs av Bobretzky 1872.  Namanereis pontica ingår i släktet Namanereis och familjen Nereididae. Inga underarter finns listade i Catalogue of Life.